# NGC 5744
NGC 5744 este o astronomical radio source⁠(d) situată în constelația Balanța. A fost descoperită în 1886 de către Ormond Stone⁠(d).